# Lo Sais
Lo Sais (en francès Le Saix) és un municipi francès situat al departament dels Alts Alps i a la regió de Provença – Alps – Costa Blava.

## Demografia
| 1831                                       | 1962 | 1968 | 1975 | 1982 | 1990 | 1999 | 2006 | 2014 |
| ------------------------------------------ | ---- | ---- | ---- | ---- | ---- | ---- | ---- | ---- |
| 387                                        | 108  | 90   | 81   | 77   | 64   | 79   | 81   | 104  |
| Des de 1962: població sense dobles comptes |      |      |      |      |      |      |      |      |

## Administració
| Període   | Identitat       | Partit |
| --------- | --------------- | ------ |
| 1946-1983 | Henri Disdier   | PS     |
| 1983-1989 | René Faure      |        |
| 1989-1995 | André Gay       |        |
| 1995-2008 | Henri Delaye    |        |
| 2008-2020 | Pierre Schiazza |        |
| 2020-     | Olivier Regord  |        |